# Knowlton (Wisconsin)
Knowlton est un bourg situé dans le comté de Marathon, dans l'État du Wisconsin, aux États-Unis. Il fait partie de Wausau, région métropolitaine du Wisconsin. La population s'élevait à 1 910 au recensement de 2010. Le secteur non constitué en municipalité de Dancy et celui de Knowlton (en) sont situés dans le bourg. Le secteur non constitué en municipalité de Ashley (en) et celui de Rocky Corners (en) sont aussi partiellement situés dans le bourg.

## Démographie
Selon le recensement de la population de 2000 , il y avait 1 688 personnes, 657 ménages, et 509 familles résidant dans le bourg. La densité de population était de 58,0 personnes par mile carré (22,4 / km ²).

## Personnalités notables
- John Baptiste DuBay (en) y est décédé
- Bob Raczek (en) y est né